# Charles Soubre
Charles Soubre (Liegi, 4 febbraio 1821 – Liegi, 30 gennaio 1895) è stato un pittore belga, professore all'Accademia di Belle arti di Liegi.

## Biografia
Figlio di Jean Joseph Soubre e di Marie Françoise Hubertine Thyriard, Charles Soubre era fratello del compositore Étienne Soubre. Formatosi all'Accademia di Belle arti di Liegi, dove fu allievo di Barthélemy Vieillevoye e di Gilles-François Closson, vi ritornò poi come insegnante di disegno dal 1854 al 1889.
 
Morì nel 1895 a Liegi e fu sepolto nel cimitero di Robermont.
Françoise, la sua prima figlia, sposò Albert Battaille, un ingegnere. Eugénie, sua secondogenita, fu invece la moglie del pittore Emile Delperée.

## Stile
Per il suo stile, Soubre può essere annoverato fra i pittori romantici. Ebbe una particolare inclinazione per i grandi affreschi storici, anche se fra le sue opere  non mancano ritratti e paesaggi.

## Opere nei musei

### Museo d'Arte moderna e contemporanea di Liegi
- Una famiglia nobile davanti al "Conseil des troubles" (esposto nel 1905 all'Esposizione dell'Arte belga di Bruxelles)
- Morte di Enrico IV di Germania nel 1106

### Museo dell'arte vallone
- Ritratto del borgomastro di Liegi
- La partenza dei volontari di Liegi per Bruxelles (Donato da M.me Veuve Félix Dumont-Lamarche nel 1887)
- Paesaggio delle  Ardenne

### Museo Reale dell'Esercito e della Storia Militare
- L'arrivo di Charles Rogier e dei volontari di Liegi a Bruxelles

## Riconoscimenti
- Cavaliere dell'Ordine di Leopoldo

## Galleria d'immagini

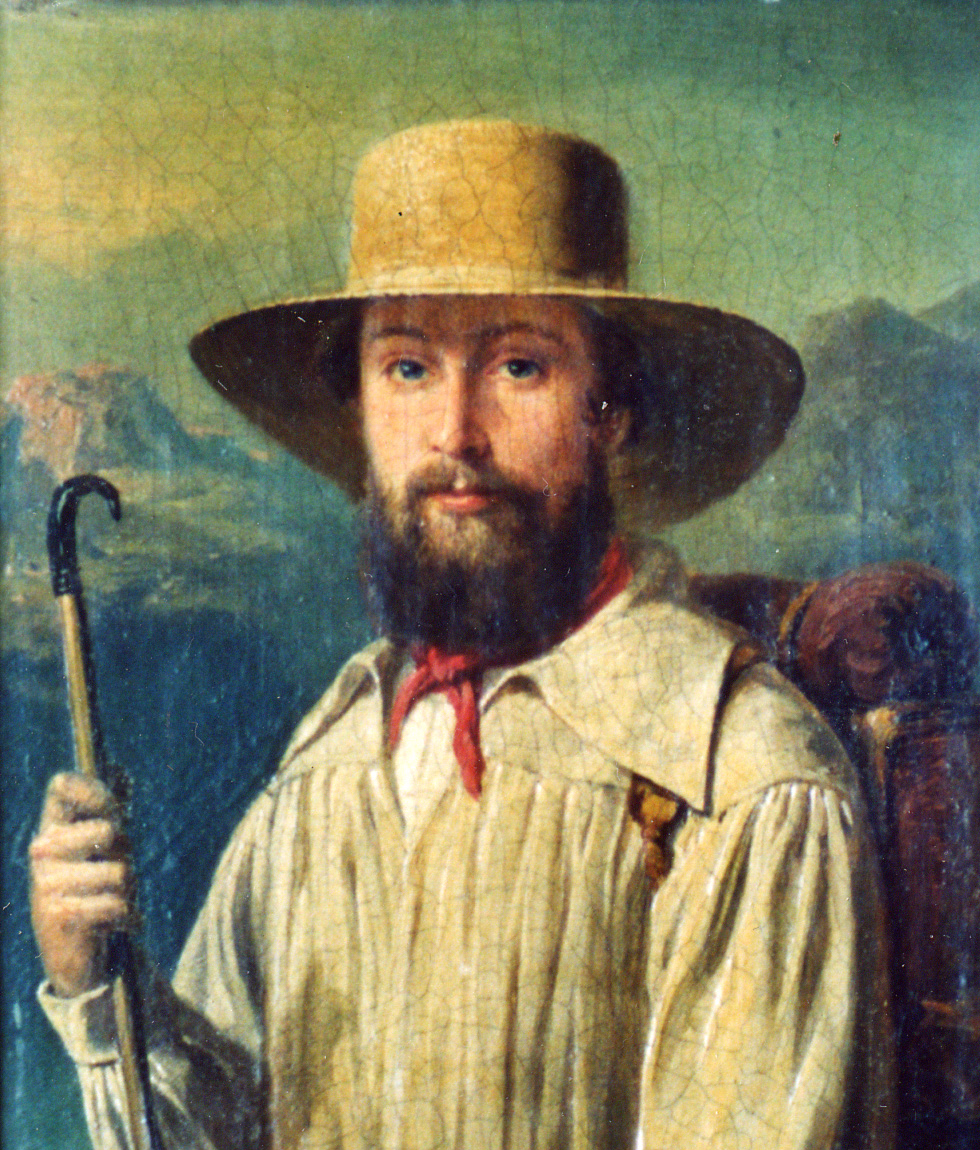
Autoritratto
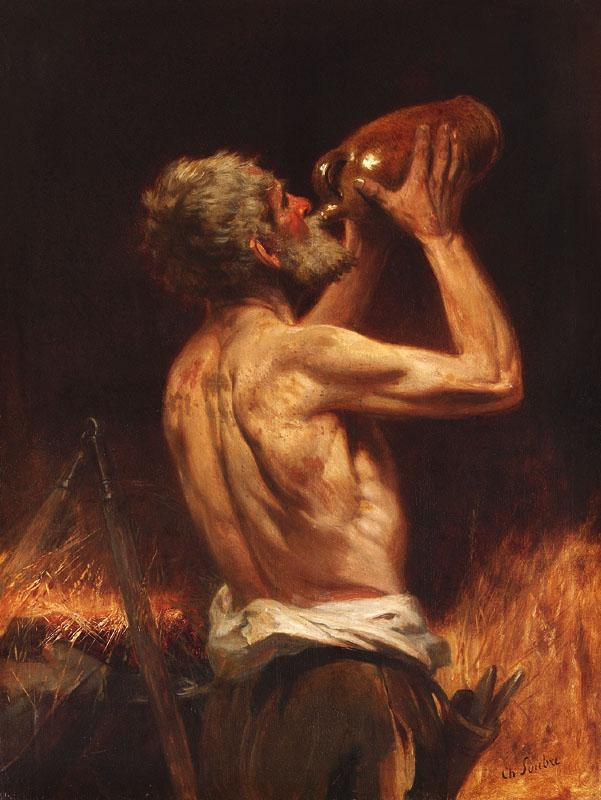
Il falciatore assetato
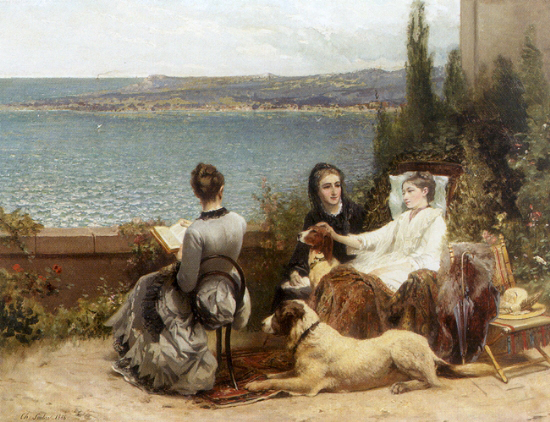
Estate al mare
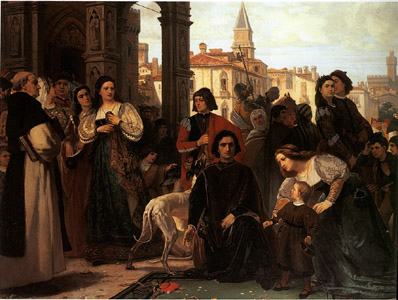
Una famiglia nobile dinanzi al "Conseil des troubles"
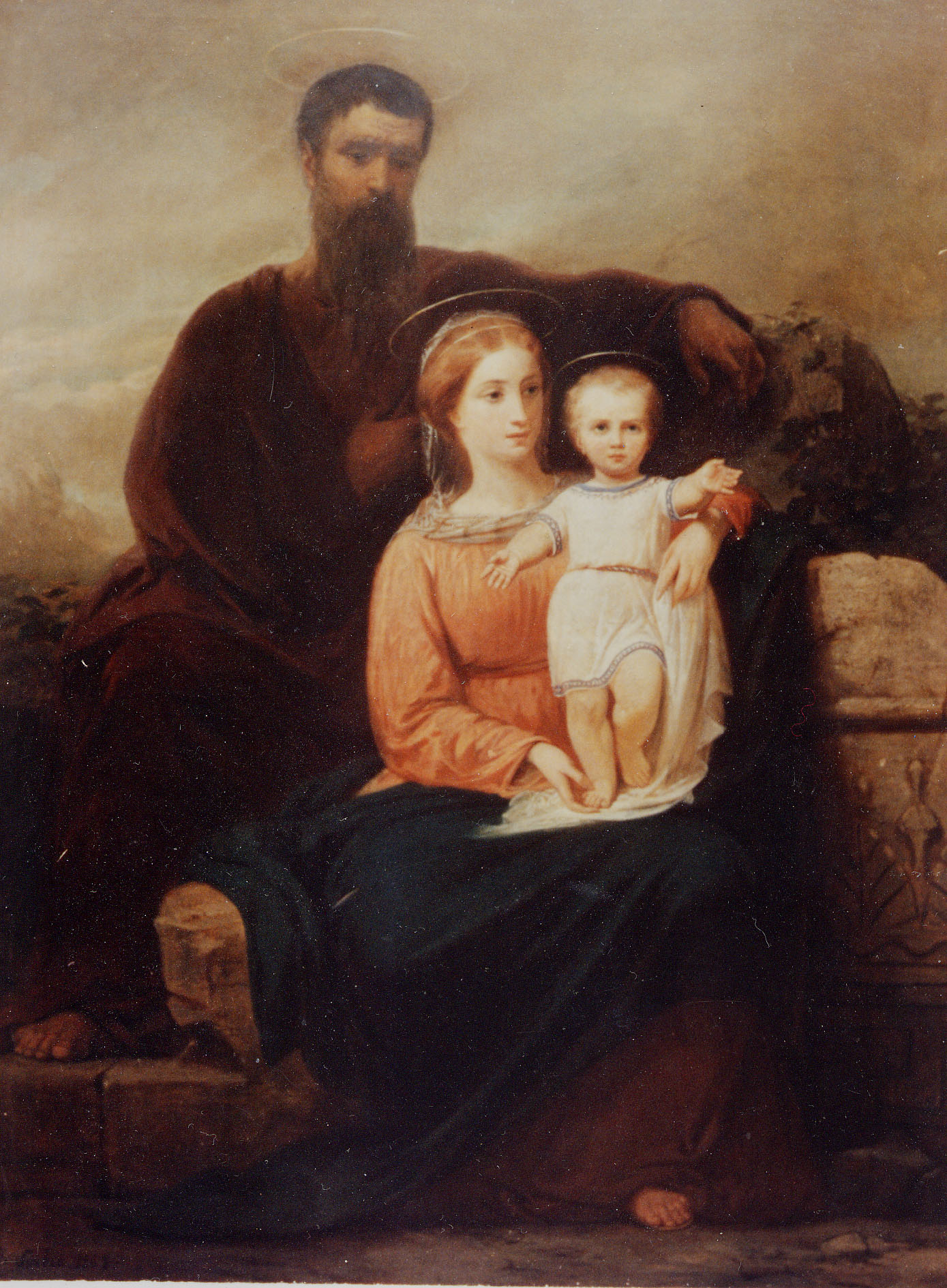
La Sacra Famiglia